# Série des Matinées
La série des Matinées est constituée de 17 tableaux peints quasi simultanément par Claude Monet, datés en 1897. Ils représentent un bras de la Seine vu depuis son bateau-atelier amarré près de sa propriété à Giverny. Selon la classification du catalogue raisonné de Daniel Wildenstein, ils correspondent à la nomenclature 1472 à 1488.

## Contexte
Durant les années passées à Argenteuil, Monet se fait construire un bateau-atelier lui permettant une plus grande possibilité de points de vue et aussi de se déplacer sur différents lieux propices. Manet le représente dans son tableau Claude Monet peignant dans son atelier en 1874.

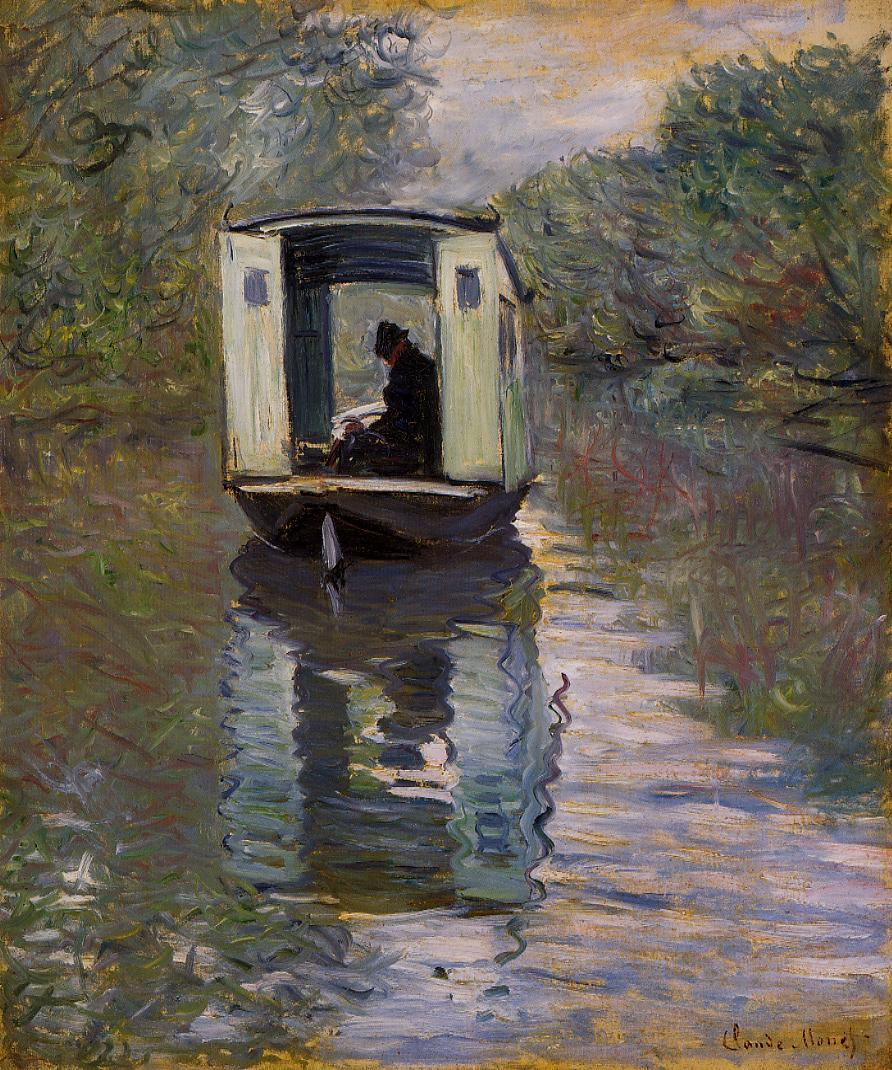
Claude Monet, "Le Bateau-Atelier".

Monet lui-même en fait des représentations à cette même date et en 1876,.
Il s'inspire probablement de la démarche de Daubigny qui en a fait réaliser un en 1857.
À Giverny, vingt ans plus tard, il continue à utiliser le "Grand Bachot" comme il le surnomme, notamment pour réaliser la série des Matinées. Pour  accéder au site qu'il a choisi, il lui suffit de sortir de sa propriété, de traverser la route et la voie ferrée, et d'emprunter une barque sur un des bras de la Seine au confluent de l'Epte.
Une fois sur place, il travaille simultanément sur la plupart des tableaux de la série, comme le rapporte un journaliste travaillant pour La Revue illustrée, Maurice Guillemot. Celui-ci en fait un reportage sur les pas du peintre en août 1897. Lors de cette visite, Guillemot relève que Monet travaille sur 14 tableaux en même temps.
Dans les séries des Meules et des Cathédrales de Rouen, Monet cherche à saisir des moments où la lumière s'exerce selon les saisons ou les heures de la journée.
Pour la série des Matinées, il restreint le champ des variants par rapport à ces deux séries. Il choisit l'été et le début de la matinée.
Il commence en 1896 mais c'est en 1897 qu'il s'y consacre particulièrement, à la faveur d'un temps plus clément. Après avoir saisi les motifs sur place, il termine les tableaux dans son atelier.

## Composition picturale
Dans cette série, Monet choisit une composition picturale qui donne une large place à la surface de l'eau. Il offre ainsi le sentiment  d'un véritable cheminement aquatique, grâce aux reflets des arbres et du ciel contribuant à la mise en perspective.
La différenciation des tons et des formes entre les différents tableaux est subtile, uniquement  la conséquence de différentes conditions atmosphériques rencontrées.
Par la constance de son cadrage, quasiment inchangé selon les tableaux, Monet démontre une maîtrise de son sujet, qui est, non pas le paysage lui-même, mais l'ambiance que l'on peut rencontrer dans un même lieu, à la même période de l'année, sur une période de quelques jours.
On peut y voir un tournant majeur dans sa démarche artistique, après des années 1890 consacrées à des sujets où l'eau est très peu présente. Hormis la série des Peupliers, qui utilise un peu les reflets de l'Epte, mais de manière assez marginale, les Meules, les Cathédrales de Rouen et les Monts Kolsås sont exclusivement "terriens". Même lors de ses séjours à Dieppe et ses environs au début des années 1896 et 1897, il semble n'avoir voulu retenir que les falaises et les vallons abrités.
La série des Matinées, de par le rôle primordial que joue la représentation de la surface de l'eau, préfigure nettement celle des Nymphéas. Elle  constitue ainsi, dans l'œuvre de Monet, une étape importante le conduisant vers cette autre série à laquelle il va se consacrer de plus en plus  jusqu'à sa mort en 1926. C'est d'ailleurs durant la même année 1897 qu'il va commencer à en peindre les premiers tableaux.

## Les prémices
Monet commence à travailler sur le site dès 1885. Trois tableaux de cette époque en témoignent.
| Illustration                       | Titre                         | Lieu d'exposition                                | Pays       | Dimensions (cm) | Catalogue raisonné |
| ---------------------------------- | ----------------------------- | ------------------------------------------------ | ---------- | --------------- | ------------------ |
| Monet - Wildenstein 1996, 1006     | La Seine près de Giverny      | Collection privée                                | États-Unis | 65 x 92         | W1006              |
| Monet - The Seine at Giverny, 1885 | La Seine près de Giverny      | Rhode Island School of Design Museum, Providence | États-Unis | 65 x 93         | W1007              |
| Monet - Wildenstein 1996, 1008     | Bras de Seine près de Giverny | Musée Marmottan Monet, Paris                     | France     | 65 x 93         | W1008              |

## Les tableaux précurseurs
Quatre tableaux, probablement réalisés juste avant la série proprement dite, montrent des vues traitées de manière similaire. Monet les date de 1896 pour les trois premiers. Il ne date pas le quatrième.
| Illustration                                                             | Titre                                                                  | Lieu d'exposition                              | Pays       | Dimensions (cm) | Catalogue raisonné |
| ------------------------------------------------------------------------ | ---------------------------------------------------------------------- | ---------------------------------------------- | ---------- | --------------- | ------------------ |
| Monet - Morning on the Seine, near Giverny, 1896                         | Bras de Seine, près de Giverny                                         | Museum of Fine Arts, Boston                    | États-Unis | 73 x 92         | W1435              |
| "Matinée sur la Seine" (1896) de Claude Monet (W1436)                    | Matinée sur la Seine                                                   | Collection particulière, vente Sotheby's 2018  |            | 89 x 92         | W1436              |
| "Matinée sur la Seine, près de Giverny" (1896) de Claude Monet (W 1436a) | Matinée sur la Seine dit aussi : Matinée sur la Seine, près de Giverny | Collection particulière, vente Christie's 2001 |            | 92 x 92         | W1436a             |
| Monet - Wildenstein 1996, 1437                                           | Matinée sur la Seine                                                   | Collection particulière                        |            | 73 x 92         | W1437              |

## Les tableaux de la série de 1897
| Illustration                                                                                   | Titre                                                                | Lieu d'exposition                                                  | Pays       | Dimensions (cm) | Catalogue raisonné |
| ---------------------------------------------------------------------------------------------- | -------------------------------------------------------------------- | ------------------------------------------------------------------ | ---------- | --------------- | ------------------ |
| Monet - Wildenstein 1996, 1472                                                                 | Matinée sur la Seine, près de Giverny                                | Collection particulière                                            |            | 73 x 92         | W1472              |
| Monet - Wildenstein 1996, 1473                                                                 | Matinée sur la Seine, effet de brume                                 | Collection particulière                                            |            | 65 X 92         | W1473              |
|                                                                                                | Bras de Seine près de Giverny, brouillard                            | North Carolina Museum of Art, Raleigh                              | États-Unis | 88.9 x 91.4     | W1474              |
| Monet - Branch of the Seine near Giverny (Mist), from the series “Mornings on the Seine”, 1897 | Matinée sur la Seine                                                 | Institut d'Art de Chicago, Collection Mr. & Mrs. Martin A. Ryerson | États-Unis | 89.9 x 92.7     | W1475              |
| "Arm of the Seine near Giverny in the Fog" (1897) by Claude Monet - Kreeger Museum (W1476)     | Bras de Seine près de Giverny, brouillard                            | Kreeger Museum, Washington D.C.                                    | États-Unis | 89 x 92         | W1476              |
| Morning on the Seine, Giverny -Matinée sur la Seine-                                           | Matinée sur la Seine                                                 | Mead Art Museum, Amherst College                                   | États-Unis | 81.9 x 93.3     | W1477              |
| Claude Monet - Bras de Seine près de Giverny, soleil levant - Musée Marmottan-Monet            | Bras de Seine, près de Giverny, soleil levant                        | Musée Marmottan Monet, Paris                                       | France     | 91 x 93         | W1478              |
| Monet - Matinée sur la Seine, 1897                                                             | Bras de Seine près de Giverny à l'aurore                             | Musée d'Art de Hiroshima                                           | Japon      | 82 x 93.5       | W1479              |
| "Matinée sur la Seine, temps net" (1897) de Claude Monet (W 1480)                              | Matinée sur la Seine, temps net                                      | Collection particulière, vente Christie's 2024                     |            | 81 x 92         | W1480              |
|                                                                                                | Bras de Seine près de Giverny                                        | Musée des beaux-arts de Boston                                     | États-Unis | 81.3 x 92.7     | W1481              |
|                                                                                                | Le Matin sur la Seine, temps net                                     | Metropolitan Museum of Art, New York                               | États-Unis | 81.6 x 93       | W1482              |
| Monet - Wildenstein 1996, 1483                                                                 | Matinée sur la Seine, près de Giverny                                | Collection particulière                                            |            | 73 x 92         | W1483              |
| "Matinée sur la Seine" (1897) de Claude Monet (W1484)                                          | Matinée sur la Seine                                                 | Collection particulière, vente Christie's 2017                     |            | 89 x 92         | W1484              |
| Claude Monet - Matin sur la Seine, le beau temps (1897)                                        | Matinée sur la Seine dit aussi: Matinée sur la Seine, le beau temps, | donation Mrs J.F. Kennedy, Maison-Blanche (Washington)             | États-Unis | 89 x 92         | W 1485             |
| Monet - Wildenstein 1996, 1486                                                                 | Matinée sur la Seine                                                 | Collection particulière                                            |            | 89 x 92         | W1486              |
| "Bras de Seine près de Giverny" (1897) de Claude Monet - Musée d'Orsay (W 1487)                | Bras de Seine, près de Giverny                                       | Musée d'Orsay, Paris                                               | France     | 73.2 x 93       | W 1487             |
| Monet - Wildenstein 1996, 1488                                                                 | Matinée sur la Seine                                                 | Collection particulière                                            |            | 72 x 89.5       | W1488              |

## Expositions
La galerie Georges Petit expose plusieurs tableaux de la série en 1898. La présence des W 1474 à W1478 et W1487 y est attestée par Daniel Wildenstein dans son catalogue raisonné. Celle des autres tableaux n'y est pas indiquée comme certaine.
Le compte rendu laissé par Julie Manet après sa visite de l'exposition, mentionne que la série "Seine" occupe un panneau de la "grande salle Petit" sans préciser le nombre de tableaux, mais note deux "Seine" "à l'eau assez clapotante".

## Évocations dans la littérature
Dans Jean Santeuil, Marcel Proust évoque le charme produit par les tableaux de la série.